# دنیای ژوراسیک
دنیای ژوراسیک (انگلیسی: jurassic world) فیلمی در ژانر علمی–تخیلی است که در سال ۲۰۱۵ منتشر شد. این فیلم که توسط کالین ترورو کارگردانی شده، داستانی علمی تخیلی و وحشتناک را که ۲۳ سال پس از فیلم اصلی سال ۱۹۹۳ یعنی پارک ژوراسیک با کارگردانی استیون اسپیلبرگ جریان دارد به تصویر می‌کشد.

## داستان
23 سال پس از وقایع نسخه اول مجموعه پارک ژوراسیک ، حال این مجموعه تفریحی نابود شده دوباره توسط یکی از دوستان جان هاموند(سیمون مسرانی) بازسازی شده و مردم می‌توانند از آن و دایناسورهای جدیدیش دیدن کنند . اینجن قصد ساخت یک دایناسور دورگه برای جلب توجه و افزایش سود را داشته و آن را " ایندومینوس رکس " نام گذاری می‌کند ؛ که این حیوان گوشتخوار که از تی‌رکس هم بزرگ‌تر می‌باشد ، از دی‌ان‌ای ( DNA ) ۲ دایناسور تیرانوساروس رکس و ولاسی‌رپتور به‌وجود آمده است . اما بر اثر سهل انگاری ماموران امنیتی پارک این موجود باهوش از محوطه خود فرار کرده و در کل پارک آزاد می‌گردد ؛ که این دایناسور می‌تواند جان مردم و گردشگران را تهدید کند. 

## دنباله
قسمت دوم دنیای ژوراسیک با نام دنیای ژوراسیک: سقوط پادشاهی در ۲۲ ژوئن ۲۰۱۸ روانه بازار شد. در این قسمت هم کریس پرت و برایاس دالاس هاوارد بازی کردند.

## بازیگران
- کریس پرت در نقش اوون گردی
- برایس دالاس هاوارد در نقش کلیر دارنینگ
- جیک جانسون در نقش لوری کورترس
- وینسنت دن آفریو در نقش ویک هاسکینس
- نیک رابینسون در نقش زاک میچل
- تای سیمپکینز در نقش گری میچل
- بی‌دی ونگ در نقش دکتر هنری وو
- عرفان خان در نقش سیمون مسرانی
- عمر سی در نقش بری
- جودی گرر در نقش کارن میچل
- لورن لپکس در نقش ویویان کریل
- برایان تی در نقش کاتاشی هامادا
- کتی مک‌گراث در نقش زارا
- اندی باکلی در نقش اسکات میچل
- جیمی فالون در نقش خودش
- جیمی بافت در نقش خودش